# Боља сестра
Боља сестра (енгл. The Better Sister) је америчка трилер телевизијска мини-серија коју је креирала Оливија Милч, а у којој главне улоге играју Џесика Бил и Елизабет Бенкс. Заснована је на роману Алафер Берк из 2019. године. Серија је премијерно приказана 29. маја 2025. године на Prime Video.

## Премиса
Две отуђене сестре, једна удата, а друга разведена од  истог мушкарца, присиљене су да се споје након што је он убијен.

## Улоге

### Главнe
- Џесика Бил као Клои Тејлор, главна уредница часописа The Real Thing,
- Елизабет Бенкс као Ники Макинтош, Клоина отуђена старија сестра алкохоличарка,
- Кори Стол као Адам Макинтош, Клоин муж и Никин бивши муж,
- Ким Дикенс као детективка Ненси „Нан“ Гвидри, детективка из Ист Хемптона која истражује Адамово убиство,
- Максвел Ејси Донован као Итан Макинтош, Никијин и Адамов биолошки син,
- Боби Надери као детектив Мет Боуен, Ненсин полицијски партнер који такође истражује Адамово убиство,
- Габријел Слојер као Џејк Родригез, адвокат у Адамовој адвокатској фирми и Клоин љубавник,
- Метју Модин као Бил Бредок, један од оснивача адвокатске фирме у којој Адам и Џејк раде,
- Лорејн Тусен као Кетрин Ланкастер, издавачица серије Права ствар, такође Клоина менторка и пријатељица,
- Глорија Рубен као Мишел Сандерс, адвокатица коју је Џејк препоручио да заступа Итана.

### Понављајуће
- Мајкл Џ. Харни као портир Арти, портир у згради у којој Клое, Адам и Итан живе на Менхетну,
- Џанел Молони као Шила, Клоина и Никијина мајка,
- Фредерик Велер као Хенк, Клоин и Никијин отац,
- Џон Фин као Кларк, шеф полиције Ист Хемптона и шеф Нане и Мета,
- Пол Спаркс као Кен, Никијин љубавник кога она упознаје на састанку Анонимних алкохоличара у Ист Хемптону,
- Френк Пандо као Едвард Оливеро, агент ФБИ-ја који је уцењивао Адама и Џејка.

## Епизоде
| Број епизоде | Назив                  | Режија         | Писац                         | Оригинални датум издавања |
| ------------ | ---------------------- | -------------- | ----------------------------- | ------------------------- |
| 1            | She's My Sister        | Крег Гилепси   | Оливија Милч                  | 29. мај 2025. године      |
| 2            | Lotta Sky              | Лесли Хоуп     | Реџина Корадо                 | 29. мај 2025. године      |
| 3            | Incoming Widow         | Лесли Хоуп     | Аријел Доктороф               | 29. мај 2025. године      |
| 4            | Gazpacho               | Азазел Џејкобс | Бритни Дишејм и Лорен Стремел | 29. мај 2025. године      |
| 5            | Just Ask               | Дон Вилкинсон  | Реџина Корадо                 | 29. мај 2025. године      |
| 6            | Steadying Hand         | Дон Вилкинсон  | Оливија Милч                  | 29. мај 2025. године      |
| 7            | Back from Red          | Стефани Лаинг  | Реџина Корадо                 | 29. мај 2025. године      |
| 8            | They're In Their World | Стефани Лаинг  | Оливија Милч                  | 29. мај 2025. године      |

## Продукција
Серија је адаптација романа Боља сестра Алафер Берк из 2019. године, коју су снимиле Олибија Милч и Реџина Корадо. Берк је консултант на серији у којој Елизабет Бенкс глуми као ко-главна звезда и извршна продуценткиња преко Brownstone Productions, а Џесика Бил је ко-главна звезда и извршна продуценткиња преко Iron Ocean Films, заједно са Мишел Перпл. Крег Гилеспи је режирао, поред тога што је био извршни продуцент, заједно са Ени Мартер преко Fortunate Jack Productions. Серија је копродукција између Tomorrow Studios и Amazon MGM Studios, са Мартијем Аделштајном, Беки Клементс и Алисом Бахнер као извршним продуцентима Tomorrow Studios.
У јуну 2024. године, глумачкој екипи су се придружили Кори Стол, Боби Надери, Ким Дикенс и Максвел Ејси Донован.
Снимање је почело у Њујорку у јуну 2024. године, и завршено је у октобру 2024. године.

## Издање
Серија је објављена на Amazon Prime Video са свих осам епизода 29. маја 2025. године.

## Рецепција
Веб-сајт за прикупљање рецензија Rotten Tomatoes објавио је оцену од 70% на основу 33 критичаре. Консензус критичара веб-сајта гласи: „Густа мистерија са назнакама моралног двосмислености, Боља сестра је превише деривативна да би њена изненађења правилно дошла до изражаја, али добија драматичан пораст захваљујући привлачном пару Елизабет Бенкс и Џесике Бил.“ Metacritic, који користи пондерисани просек, дао је оцену 56 од 100 на основу 13 критичара, што указује на „мешовито или просечно“.